# Föreningen för kvinnans politiska rösträtt i Nyköping
Föreningen för kvinnans politiska rösträtt i Nyköping, även kallad Nyköpingsföreningen för kvinnans politiska rösträtt, var Nyköpings lokalförening inom Landsföreningen för kvinnans politiska rösträtt (LKPR). Föreningen bildades 1903 och var verksam lokalt i Nyköping för införandet av kvinnors rösträtt i Sverige.
Bland aktiviteterna fanns föredrag, samkväm, insamling av medel och förhandlingar om samarbete med andra organisationer.

## Ordförande
- Sophie Boström, 1904–1907
- Elna Cullberg, 1907–1910
- Ada Gustavsson, 1910–1912
- Anna Molin, 1912–1915
- Ingrid Örström, 1915–1921